# Stéphane Sarrazin
Stéphane Sarrazin, (născut la data de 2 noimebrie 1975, în Barjac, Gard, Franța) este un pilot de curse care a concurat în Campionatul Mondial de Formula 1 în sezonul 1999.

## Cariera în Formula 1
| Sezon | Echipă                  | Număr puncte | Loc clasament general |
| ----- | ----------------------- | ------------ | --------------------- |
| 1999  | Fondmetal Minardi Team  | 0            | -                     |
| 2000  | Gauloises Prost Peugeot | Pilot teste  | -                     |
| 2001  | Prost Acer              | Pilot teste  | -                     |
| 2002  | Panasonic Toyota Racing | Pilot teste  | -                     |

1. ↑  Driver Database, accesat în 12 mai 2017
2. 1 2   https://www.fiawec.com/en/driver/54 Lipsește sau este vid: |title= (ajutor)
3. ↑   https://www.speedsport-magazine.com/race-driver-database/biography/stephane-sarrazin_-_677.html Lipsește sau este vid: |title= (ajutor)
4. ↑  IdRef, accesat în 22 mai 2020